# Gran Premio Industria e Artigianato 2018
Il Gran Premio Industria e Artigianato 2018, cinquantunesima edizione della corsa e quarantunesima con questa denominazione, valevole come evento dell'UCI Europe Tour 2018 categoria 1.HC e della Ciclismo Cup 2018, si svolse il 4 marzo 2018 su un percorso di 199,2 km, con partenza e arrivo a Larciano, in Italia. La vittoria fu appannaggio dello sloveno Matej Mohorič, che completò il percorso in 4h39'23", precedendo gli italiani Marco Canola e Davide Ballerini.
Sul traguardo di Larciano 118 ciclisti, su 161 partenti dalla medesima località, portarono a termine la competizione.

## Squadre e corridori partecipanti
| N.      | Cod. | Squadra                         |
| ------- | ---- | ------------------------------- |
| 1-7     | MTS  | Mitchelton-Scott                |
| 11-17   | GFC  | Groupama-FDJ                    |
| 21-27   | MOV  | Movistar Team                   |
| 31-37   | BOH  | Bora-Hansgrohe                  |
| 41-47   | TKA  | Team Katusha Alpecin            |
| 51-57   | TBM  | Bahrain-Merida                  |
| 61-67   | EFD  | Team EF Education First-Drapac  |
| 71-77   | ANS  | Androni Giocattoli-Sidermec     |
| 81-87   | BRD  | Bardiani CSF                    |
| 91-96   | CCC  | CCC Sprandi Polkowice           |
| 101-107 | GAZ  | Gazprom-RusVelo                 |
| 111-117 | NIP  | Nippo-Vini Fantini-Europa Ovini |

| N.      | Cod. | Squadra                       |
| ------- | ---- | ----------------------------- |
| 121-127 | TNN  | Team Novo Nordisk             |
| 131-137 | WIL  | Wilier Triestina-Selle Italia |
| 141-147 | ICA  | Israel Cycling Academy        |
| 151-157 | WVA  | WB Aqua Protect Veranclassic  |
| 161-167 | VWC  | Veranda's Willems-Crelan      |
| 171-177 | ITA  | Italia                        |
| 181-187 | SMV  | Sangemini-MG.K Vis-Vega       |
| 191-197 | AZT  | D'Amico Utensilnord           |
| 202-208 | TRE  | Trevigiani Phonix-Hemus 1896  |
| 211-217 | MST  | MsTina Focus                  |
| 221-227 | BIC  | Biesse Carrera Gavardo        |
| 231-237 | DMP  | Delko Marseille Provence KTM  |

## Ordine d'arrivo (Top 10)
| Pos. | Corridore         | Squadra         | Tempo    |
| ---- | ----------------- | --------------- | -------- |
| 1    | Matej Mohorič     | Bahrain-Merida  | 4h39'23" |
| 2    | Marco Canola      | Nippo           | a 3"     |
| 3    | Davide Ballerini  | Androni         | a 11"    |
| 4    | Sean De Bie       | Veranda's       | s.t.     |
| 5    | Mauro Finetto     | Delko Marseille | s.t.     |
| 6    | Giovanni Visconti | Bahrain-Merida  | s.t.     |
| 7    | Krists Neilands   | Israel          | s.t.     |
| 8    | Daryl Impey       | Mitchelton      | s.t.     |
| 9    | Francesco Gavazzi | Androni         | s.t.     |
| 10   | Germán Tivani     | Trevigiani      | s.t.     |